# ナズィヴァエフスカヤ駅
ナズィヴァエフスカヤ駅（ロシア語: Станция Называевская）は、ロシア連邦オムスク州ナズィヴァエフスキー地区ナズィヴァエフスクにあるロシア鉄道（РЖД）の駅。シベリア鉄道上の駅で、長距離列車やエレクトリーチカが停車する。エレクトリーチカは当駅を境に系統が分断される。
当駅は西シベリア鉄道支社管轄であるが、当駅からエカテリンブルク方面はスヴェルドロフスク鉄道支社の管轄となり、当駅と2557km駅の間にある2253〜2254km地点がスヴェルドロフスク鉄道支社と西シベリア鉄道支社の境界となっている。

## 歴史
1911年にオムスク-チュメニ間が敷設され、オムスクから約150km地点に当駅が開業し、シベリアの石油貿易用の積み替え拠点となった。

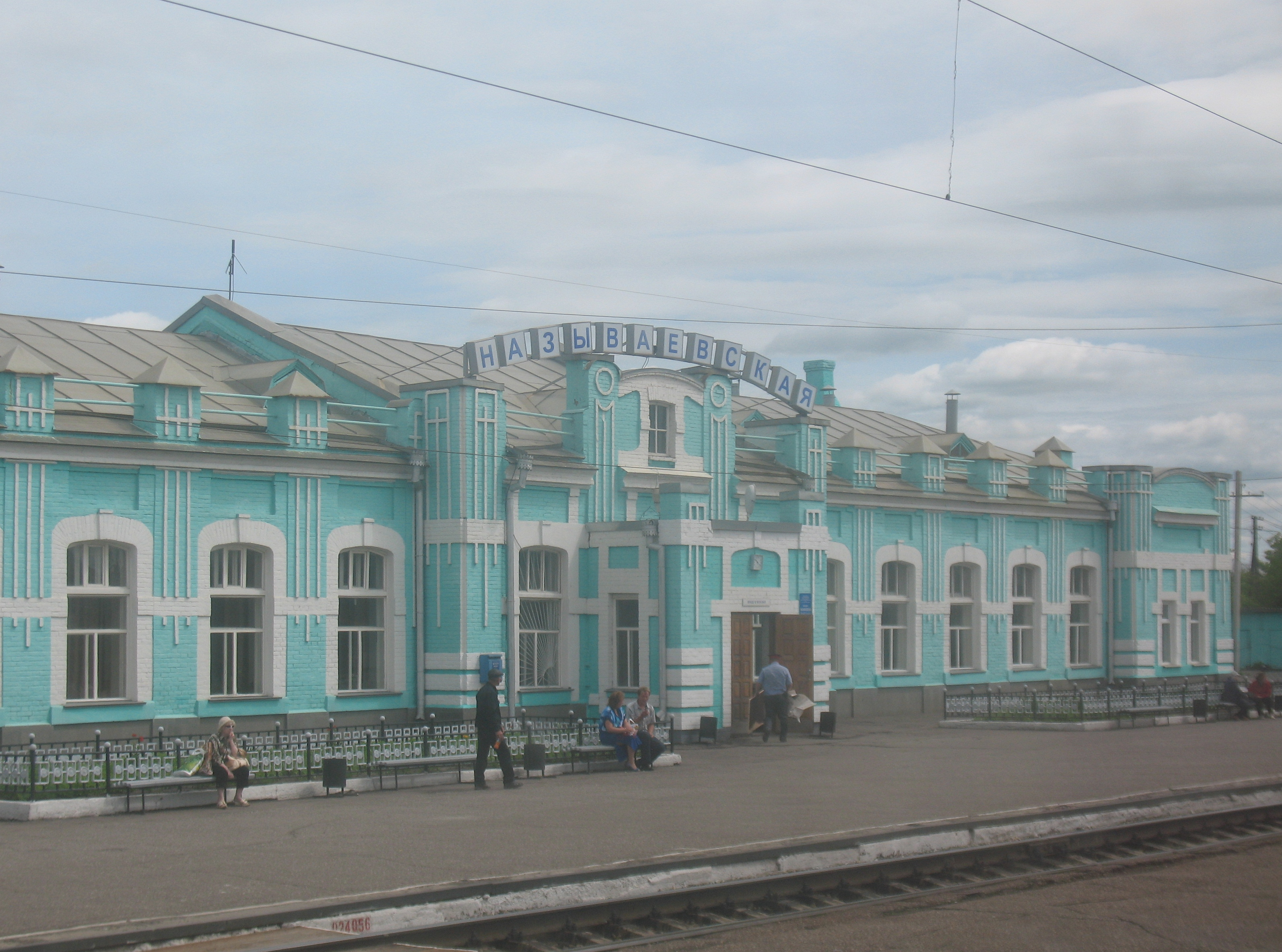
2009

1924年には当駅のあるナズィヴァエフスクは周辺地区の中心となり、1956年には都市となった。1957年には当駅で初めて電気機関車が通過した。

## 隣の駅
ロシア鉄道
シベリア鉄道
13・14列車、37・38列車（トミチ号）、55・56列車（エニセイ号）、67・68列車、91・92列車
イシム駅 - ナズィヴァエフスカヤ駅 - オムスク駅
69・70列車、115・116列車、139・140列車
マスリャンスカヤ駅 - ナズィヴァエフスカヤ駅 - オムスク駅
93・94列車
イシム駅 - ナズィヴァエフスカヤ駅 - リュビンスカヤ駅
95・96列車、117・118列車、125・126列車（オビ号）
マスリャンスカヤ駅 - ナズィヴァエフスカヤ駅 - リュビンスカヤ駅
137・138列車
マングト駅 - ナズィヴァエフスカヤ駅 - リュビンスカヤ駅
エレクトリーチカ（イシム方面）
2552km駅 - マリインスク駅
エレクトリーチカ（オムスク方面）
マリインスク駅 - 2575km駅